# Очі блакитного собаки
Очі блакитного пса (ісп. Ojos de perro azul) — оповідання Габрієль Гарсія Маркеса.
Написана в стилі «містичного реалізму» історія про хлопця та дівчину, які щоночі зустрічаються уві сні у дивній кімнаті. Хлопець на початку не може запам’ятати дівчину, і, кожного разу потрапляючи разом з нею в кімнату, не згадує, хто вона. Та згодом ситуація змінюється і він сам починає прагнути цих зустрічей. Вони говорять про любов, про відчуття реальності та про мрію зустрітися в реальності. Паролем їхнього спілкування стає фраза «Очі блакитного собаки». Героїв щоразу будить одна і та сама радіопрограма, яку слухає сусідка хлопця щоранку. Діалоги закоханих обірвані, незакінчені, вони весь час не встигають сказати щось важливе. Меркес не закінчує оповідання, дає читачам поле для фантазії.

## Постановки
Оповідання перетворено у п'єсу харківською драматургинею Кірою Малініною. Виставу було поставлено на сцені Молодого театрі у Києві під назвою «Неймовірна історія кохання» (реж. Антон Романов).